# Ami Cusack
Ami Cusack (Lakewood; 25 de enero de 1973) es famosa por ser una concursante del reality estadounidense Survivor.
Ha aparecido en dos ediciones: Survivor: Vanuatu y Survivor: Micronesia. Cusack es una modelo/barista que posó para la revista Playboy en 1996. Es la exnovia de Bill Phillips, así como del ex director de la Beneficencia Experimentales y de Ciencias Aplicadas (EAS). 

## Antecedentes personales
Cusack nació y se crio en Lakewood, Colorado. Es la hija mayor de Richard y Virginia Cusack. Richard es un piloto, ingeniero de explosivos, y Virginia, una exprofesora sustituta de inglés. Asistió a la Escuela Secundaria de Oro, así como la Rocky Mountain College of Art and Design (RMCAD) en Denver.
En 1996, su hermano Kyle murió con la edad de 18 años un accidente causado por un conductor borracho. Desde entonces, su madre lleva a cabo seminarios en las escuelas secundarias sobre las consecuencias de beber y conducir.
Cusack es abiertamente bisexual, como dice su biografía en Survivor. Su exnovia Crissy apareció en el programa y pudieron verse como consecuencia de la victoria de Ami en una prueba de recompensa.

## Bill Phillips y EAS
Cusack trabajó como Directora de la Beneficencia de la entidad hasta 1998, cuando entonces su novio Bill Phillips vendió la compañía. Ami se puede ver en el video promocional titulado Obra del Cuerpo que describe los orígenes de inspiración de la primera vez el Cuerpo para desafío de la vida en 1997.

## Survivor: Vanuatu
Ami fue inicialmente designada a la tribu de mujeres, Yasur. Las divisiones/alianzas en la tribu pronto se hicieron notables, las jóvenes y las mayores, Ami estaba con la alianza de las mayores porque sentía que "estaban dispuestas a trabajar"; Yasur perdió su primer desafío de inmunidad en el día 6 y Dolly Neely fue expulsada desprevenidamente, después de que Ami le contara a Eliza y Leann, las dos que originalmente estaban en peligro, que Dolly había estado haciendo pactos con las dos alianzas para expulsar a una de ellas dos. Ami se mantuvo en Yasur después de la re-formación de las tribus y empezó a tomar el control del juego, ella quería seguir con la alianza de mujeres y los únicos dos hombres que estaban en el nuevo Yasur (Travis y Rory) corrían peligro. Todos seguían a Ami en el momento de la eliminación, en el episodio 5 ella vio a Travis hablando con alguien del otro equipo durante un desafío (lo cual generó desconfianza en Ami), resultando en Travis siendo expulsado en ese episodio cuando perdieron el desafío de inmunidad. En el episodio siguiente Yasur volvió a perder y Ami pierde la confianza en su compañera Lisa porque insinuó que Ami ya no estaría el día siguiente en la tribu, Ami la enfrenta y le dice que votará por ella en el consejo tribal; la siguieron Eliza, Leann y Rory, quienes sentían que estaban en peligro, resultando en la expulsión de Lisa. 
Yasur y Lopevi se fusionaron en una sola tribu llamada Alinta en el episodio 8; Rory volvió a aliarse con los hombres de Lopevi y estos confiaban que Julie y Twila —las dos mujeres que habían sido transferidas de Yasur a Lopevi en el episodio 5— estaban de su lado, pero ambas decidieron volver a la alianza de mujeres. Los hombres querían expulsar a Ami, pero al final el expulsado fue Rory en una votación de 6–4, con las seis mujeres originales de Yasur en contra de los cuatro hombres restantes de Lopevi. En el episodio 9 Ami gana inmunidad individual y las mujeres expulsan a Lea, seguido por Chad en el episodio siguiente (dejando a Chris como el único hombre en Alinta).
En el episodio 11, con solo 7 concursantes, Ami y Leann preguntan a Scout y Twila donde yacía su lealtad. Ambas aseguraron que aún irían con el plan original donde Ami, Leann, Scout y Twila llegaban a los últimos 4. Sin embargo, Leann reveló que le había prometido a Julie un lugar en los últimos 4, lo que significaba que el plan original ya no era aplicable. Twila y Scout se dan cuenta de que ninguna de las dos llegaría a la final. Con la ayuda de su novia, Ami gana de nuevo inmunidad individual. El plan original de expulsar a Chris se pospone cuando Leann y Ami deciden que Chris merece quedarse unos días más y que Eliza será la próxima expulsada, las demás mujeres —con la clara excepción de Eliza— parecen estar de acuerdo. Twila, quien sabe que Ami y Leann estaban controlando el juego, convence a Chris de hablar con Eliza para crear una alianza dominante (Chris-Twila-Scout-Eliza), así sucede y al ver que de no hacerlo ella sería la expulsada, Eliza accede. La aliada más cercana a Ami, Leann es expulsada por una votación de 4–3.
En el episodio 12, Ami y Twila tienen una discusión porque Twila había jurado por su hijo que no votaría por Leann. Ami no puede convencer a Eliza de votar por Scout, debido a un inminente desempate que podría resultar en ella misma siendo expulsada. Ami fue eliminada en ese episodio, terminando como la decimotercera expulsada y cuarta miembro del jurado, sobreviviendo 33 días en el juego (a 6 días del consejo tribal final).

## Survivor: Micronesia
Cusack apareció en Survivor: Micronesia, la decimosexta temporada de Survivor, que comenzó a transmitirse el 7 de febrero de 2008. Es una de los diez "favoritos" en la tribu de Malakal, fue elegida por volverse popular en Survivor: Vanuatu. Jeff Probst comentó sobre Cusack en el periódico, "Ami te traicionará; hará lo que sea para llegar más lejos en el juego." 
Amy fue la octava votada afuera, la última antes de la unificación.